# Татарка (станция)
Тата́рка (бел. Тата́рка) — железнодорожная станция в рабочем посёлке Татарка Осиповичского района (Могилёвская область, Белоруссия).
Расположена между остановочными пунктами Бродище и Дачная (отрезок Осиповичи — Жлобин железнодорожной линии Минск — Гомель). Действует пассажирское пригородное сообщение электропоездами по линии Минск — Гомель вплоть до станций Минск-Пассажирский и Жлобин.
Примерное время в пути со всеми остановками от ст. Минск-Пассажирский — 2 ч. 34 мин.; от ст. Осиповичи I — 15 мин., от ст. Жлобин — 2 ч. 13 мин.